# Zanthoxylum acuminatum
Zanthoxylum acuminatum es una especie arbórea perteneciente a la familia de las rutáceas.

## Descripción
Es un árbol que alcanza un tamaño de 6–20 m de alto, troncos y ramas armados. Las hojas son  paripinnadas, de 20-35 cm de largo; rachis terete, 1-2 mm ancho; con 2-12 folíolos, ápice acuminado. Las inflorescencias en panículas terminales de 5-18 cm long. Las semillas de 3-5 mm de longitud.

## Distribución y hábitat
Es una especie poco frecuente, se encuentra en los bosques húmedos, de las zonas atlántica y norcentral; a una altitud de 40–930 metros desde el sur de México a Perú, Brasil y Surinam; Jamaica y Cuba. 

## Taxonomía
Zanthoxylum acuminatum fue descrita por (Sw.) Peter Olof Swartz y publicado en Flora Indiae Occidentalis 1: 575, en el año 1797.
Sinonimia
- Tobinia acuminata (Sw.) Desv. ex Ham.
- Zanthoxylum acreanum (K.Krause) J.F.Macbr.
- Zanthoxylum pringlei S.Watson
- Zanthoxylum procerum Donn.Sm.[3]